# СКИФ (футбольный клуб, Москва)
СКИФ — советский футбольный клуб из Москвы. Основан не позднее 1924 года. В сезонах 1945—1949 годов играл в первенстве СССР (в 1945—1948 годах — под названием «Трудовые резервы»).

## Названия
- до 1944 года — СКИФ.
- 1944—1949 годы — «Трудовые резервы».
- с 1949 года — СКИФ.

## Достижения
- В первенстве СССР — 18-е место во второй группе, 1945
- В Кубке СССР — 1/16 финала, 1945

## Современность
Команда «Трудовые резервы» — участник первенств III дивизиона в зоне «Москва» в сезонах 2015, 2019, 2020, 2021 годов, в сезонах 2016, 2022, 2023 — участник чемпионата Москвы среди ЛФК в дивизионе «Б». Играет на стадионе в Косино.